# Georg Schumann

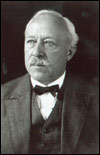
Georg Schumann.

Georg Alfred Schumann, född 25 oktober 1866 i Königstein, död 23 maj 1952 i Berlin, var en tysk musiker och kompositör.
Schumann studerade i Dresden och vid Leipzigkonservatoriet, var kör- och orkesterdirigent i Danzig 1890–96 och i Bremen 1896–99, blev 1900 dirigent för den berömda Singakademie i Berlin och 1913 Max Bruchs efterträdare som föreståndare för kompositionsmästarskolan. Han komponerade körverken Preis- und danklied, Ruth, Sehnsucht, Das Tränenkrüglein och flera andra motetter, visor för manskörer, två symfonier, uvertyrer, kammarmusikverk och pianostycken i flytande klassicistisk stil. Som pianist i en trio (med Carl Halir och Hugo Dechert) konserterade han även i utlandet.
Schumann utnämndes 1950 som hedersdirektor för Singakademie och 1951 fick han av förbundspresidenten Theodor Heuss Bundesverdienstkreuz. Hans hus i Berlin är idag ett museum.